# Józef Skwark
Józef Skwark (ur. 1 stycznia 1938 w Balicach, zm. 25 listopada 2022 w Warszawie) – polski aktor i reżyser teatralny.

## Życiorys

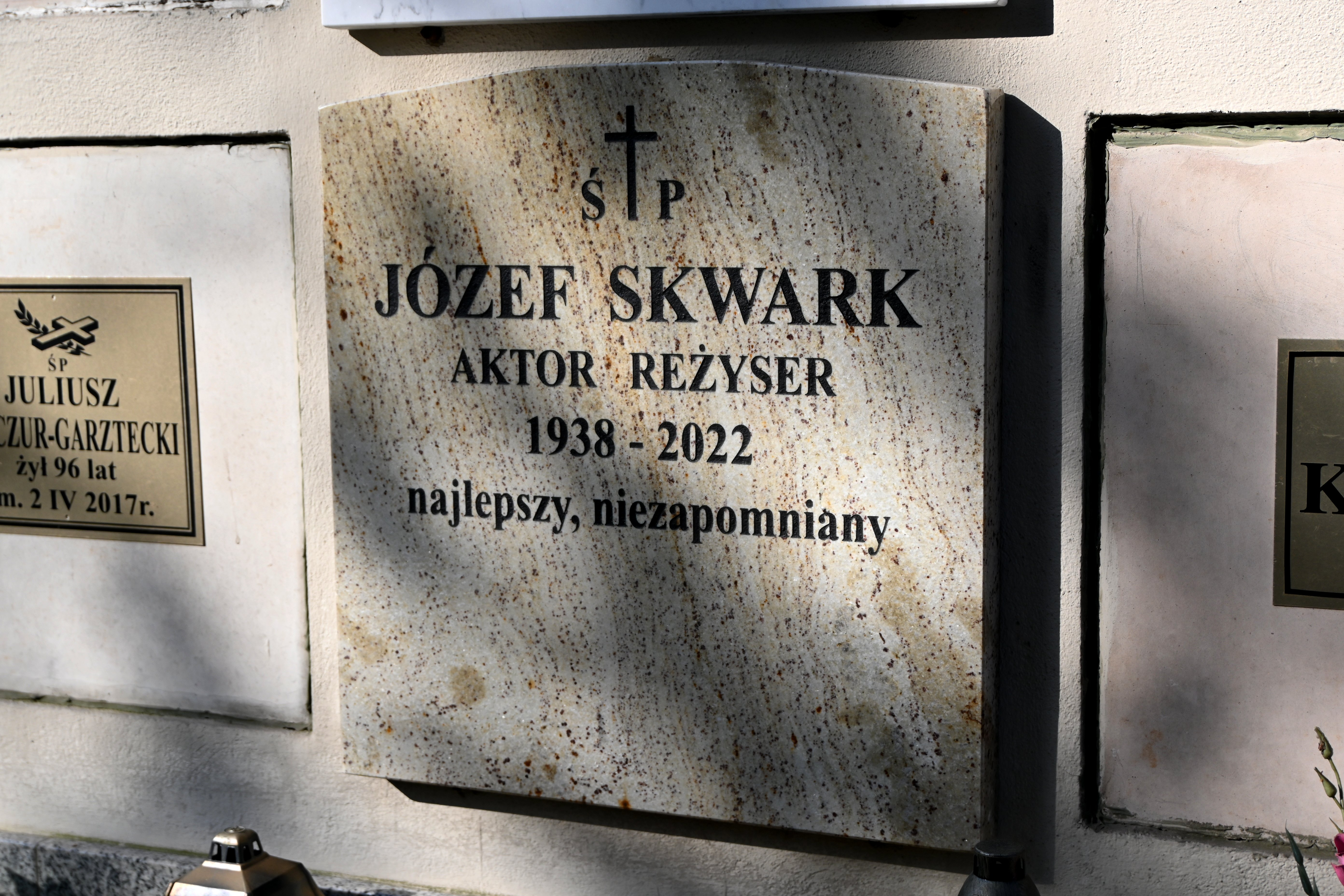
Grób aktora Józefa Skwarka na Cmentarzu ewangelicko-reformowanym w Warszawie

W 1955 r. zdał maturę w XV Liceum Ogólnokształcącym Towarzystwa Przyjaciół Dzieci im. Mikołaja Kopernika w Łodzi. W 1961 r. ukończył studia na Wydziale Aktorskim Państwowej Wyższej Szkoły Filmowej, Telewizyjnej i Teatralnej im. Leona Schillera w Łodzi, a w 1979 na Wydziale Reżyserii Dramatu Państwowej Wyższej Szkoły Teatralnej im. Ludwika Solskiego w Krakowie. W teatrze zadebiutował 19 listopada 1960 roku rolą Puka w spektaklu Sen nocy letniej, wystawionej na deskach Teatru Powszechnego w Łodzi.
Jako student zagrał główną rolę w komedii sensacyjnej dla dzieci i młodzieży Szatan z siódmej klasy. W latach 1969–1976 zagrał w trzynastu spektaklach Teatru Telewizji.
W ciągu swej całej kariery artystycznej pracował jako aktor, reżyser i dyrektor artystyczny w kilkunastu teatrach, m.in. w Poznaniu, Szczecinie, Wrocławiu, Krakowie, Białymstoku, Toruniu i Koszalinie.
W 1995 roku otrzymał Srebrną Maskę, nagrodę Teatru im. Stefana Żeromskiego w Kielcach, z okazji 50-lecia sceny.
Uroczystości pogrzebowe aktora odbyły się 5 grudnia 2022 w Warszawie. Po mszy w kościele Środowisk Twórczych przy placu Teatralnym został pochowany na cmentarzu ewangelicko-reformowanym przy ul. Żytniej.

## Kariera zawodowa
- 1961–1962: Teatr Polski w Poznaniu – aktor
- 1962–1963: Bałtycki Teatr Dramatyczny im. Juliusza Słowackiego w Koszalinie – aktor
- 1963–1967: Teatry Dramatyczne w Szczecinie – aktor
- 1967–1975: Teatr Polski we Wrocławiu – aktor
- 1973–1975: PWST Kraków – wykładowca
- 1975–1978: Teatr im. Juliusza Słowackiego w Krakowie – aktor
- 1978–1980: Teatr Dramatyczny im. Aleksandra Węgierki w Białymstoku – reżyser
- 1980–1982: Teatr im. Stefana Żeromskiego w Kielcach – kierownik artystyczny i dyrektor
- 1982–1983: Teatr im. Wilama Horzycy w Toruniu – reżyser
- 1983–1985: Teatr Narodowy w Warszawie – aktor
- 1985–1989: Teatr im. Wilama Horzycy w Toruniu – aktor
- 1989–1992: aktor bez etatu
- 1993–1998: Bałtycki Teatr Dramatyczny im. Juliusza Słowackiego w Koszalinie – dyrektor artystyczny
- 1998–1999: Bałtycki Teatr Dramatyczny im. Juliusza Słowackiego w Koszalinie – reżyser

## Filmografia
- 1960: Szatan z 7-ej klasy – Adam Cisowski
- 2007: Dwie strony medalu (serial telewizyjny, odc. 78) – pacjent
- 2007–2009: Plebania (serial telewizyjny) – ksiądz Zygmunt
- 2012: Wszystko przed nami – powód
- 2020: Pierwsza miłość – Teodor